# Poelestraat
De Poelestraat in Groningen loopt van de Grote Markt naar de Diepenring. Oorspronkelijk was het vooral een winkelstraat, tegenwoordig is het een van de belangrijkste uitgaanscentra van Groningen.
De straat liep in de middeleeuwen - toen als Polstraat - vanaf de Hondsrug naar de weilanden in de bedding van de Hunze. 'Pol': hoger gelegen gronden, ook wel wierde (vergelijk: Paddepoel). Bij opgravingen in 1989 zijn wegverhardingen vanaf de 11e eeuw gevonden. De straat wordt voor het eerst genoemd in 1325.

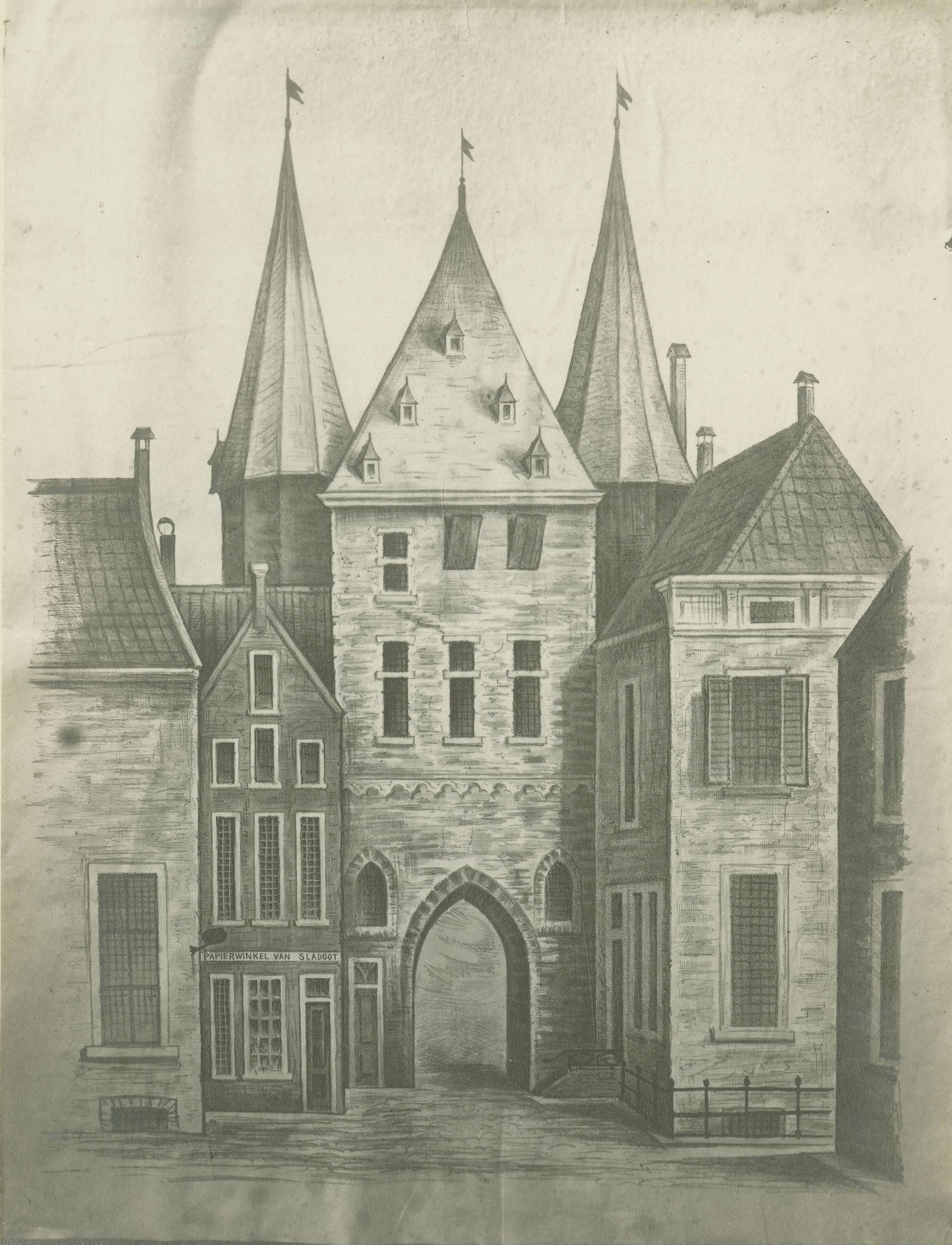
De Poelepoort

De Poelepoort (13e eeuw - 1828) lag tussen de Schoolstraat en de Schiemakersgang, en heeft dienstgedaan als gevangenis.
Het wijde gedeelte van de Poelestraat diende oorspronkelijk als weerplein: het diende om het Stadse leger achter de Poelepoort op te kunnen stellen. Deze konden dan door de Poelepoort een uitval doen richting de belegeraars. Op het weerplein werd lange tijd een paardenmarkt gehouden. Het Weerplein, dat loopt van de Peperstraat tot de Schoolstraat/Achter de Muur, staat in de volksmond bekend als "Het Poeleplein".
Aan de zuidzijde 'door de oude Poelepoort' de voormalige Koperslagersgang; aan de noordzijde (40) de Schiemakersgang. Op nummer 30 staat een pand dat altijd een van de overige panden in de Poelestraat afwijkende bestemming heeft gehad: het voormalige Concerthuis, dat in 1769 gesticht is als concertzaal en dat, toen het concerthuis in handen kwam van vrijmetselaar Riedel, gedeeltelijk verbouwd werd om als vrijmetselaarstempel te dienen voor de loge L'Union Provinciale. Na 1840 kwam het in gebruik voor vergaderingen en bijeenkomsten; sinds 1967 is het in gebruik als bioscoop.
Tussen de nummers 14 en 12 (het voormalige hotel Hofmann) loopt een steeg, met aan het einde van de steeg de Engelenpoort. Deze gaf toegang tot de Naberpassage en vormt vanaf eind 2020 een doorgang naar de Nieuwe Markt.
De Poelestraat is tegenwoordig bekend om cafés als Grand Café Time Out, 't Vaatje, De Brasserie en het terras, de kroegen om "Het Poeleplein": De Negende Cirkel en Ome Ko.

## Monumenten
In de Poelestraat staan tien panden die zijn aangewezen als rijksmonument. Daarnaast genieten 17 panden bescherming als gemeentelijk monument. Even nummers bevinden zich aan de noordzijde, oneven aan de zuidzijde. De nummering begint vanaf de Grote Markt.
| Adres             | Bouwjaar                                                                                 | Beschrijving | Monument  | Foto           |
| ----------------- | ---------------------------------------------------------------------------------------- | --- | --------- | -------------- |
| Poelestraat 3     | 1898                                                                                     | Pand, drie bouwlagen onder platdak met voor- en zijschild | GM 103088 |                |
| Poelestraat 5     | 1880, winkelpui 1905                                                                     | Woonhuis met een winkelpui in art nouveau stijl van P.M.A. Huurman | GM 103089 | Poelestraat 5  |
| Poelestraat 8     | Begin 17e eeuw                                                                           | | RM 18665  | Poelestraat 8  |
| Poelestraat 9     | 14e eeuw Huidige pand eind 18e, begin 19e eeuw                                           | Bedrijfspand met bovenwoning, zadeldak met voorschild en topgevel. | GM 106314 | Poelestraat 9  |
| Poelestraat 10    | 13e/14e eeuw, meermalen verbouwd                                                         | | GM 106315 | Poelestraat 10 |
| Poelestraat 11    | 1890                                                                                     | Winkelpand met bovenwoning, thans café | RM 486150 | Poelestraat 11 |
| Poelestraat 12    | 1935, Architect:A.J. Feberwee                                                            | Voormalig hotel Hofmann, ontworpen in stijl nieuwe zakelijkheid, in de steeg naast het hotel de Engelenpoort                                                                                  | RM 486170 | Poelestraat 12 |
| Poelestraat 14    | Voorhuis 13e-eeuws Achterhuis 16e-eeuws                                                  | | RM 18666  | Poelestraat 14 |
| Poelestraat 17    | Oorspronkelijk 16e eeuw In huidige vorm 1885                                             | | RM 486156 | Poelestraat 17 |
| Poelestraat 19    | Voorhuis 16e eeuw , Achterhuis 16e/17e eeuw                                              | | GM 103092 | Poelestraat 19 |
| Poelestraat 24    | Oorspronkelijk 16e-eeuws Meermalen verbouwd                                              | Diep onderkelderd huis, twee bouwlagen met zadeldak. Sporen van bomschade (Bommen Berend?) in de kap.                                                                                         | GM 103112 | Poelestraat 24 |
| Poelestraat 25    | Van oorsprong middeleeuwen 19e-eeuwse lijstgevel                                         | De Negende Cirkel, hoek Poelestraat/Peperstraat, | GM 103095 | Poelestraat 25 |
| Poelestraat 28    | Voorhuis 16e eeuw Achterhuis 17e eeuw                                                    | | GM 103113 | Poelestraat 28 |
| Poelestraat 29    |                                                                                          | | RM 18664  | Poelestraat 29 |
| Poelestraat 30    | Voorhuis 15e, mogelijk 14e eeuw; Achterhuis 16e eeuw, In 17e eeuw een tweede achterhuis. | Concerthuis | GM 103114 | Poelestraat 30 |
| Poelestraat 33    | 1870                                                                                     | Pand drielaags en mezzanino op het voorhuis, dwarsgeplaatst schilddak | GM 103098 |                |
| Poelestraat 34    | 16e eeuw                                                                                 | Voorhuis, tweelaags met hoge borstwering en steil zadeldak, twee achterhuizen. | GM 103116 |                |
| Poelestraat 37    | 18e-eeuws                                                                                | Blokvormig, geheel onderkelderd pand met hoog schilddak. | RM 454134 | Poelestraat 37 |
| Poelestraat 38    | 16e/17e eeuw                                                                             | Hoekpand Poelestraat/Schoolstraat | RM 486313 | Poelestraat 38 |
| Poelestraat 40    | rond 1865                                                                                | Gebouwd als porseleinwinkel De Stad Maastricht, hoek Poeleplein/Schoolstraat | GM 106315 | Poelestraat 40 |
| Poelestraat 41    | 1936                                                                                     | Bedrijfspand in stijl nieuwe zakelijkheid ontworpen door Kazemier & Tonkens | GM 103102 | Poelestraat 41 |
| Poelestraat 44    | begin 17e eeuw                                                                           | Winkel-woonhuis met acherliggend pakhuisje, stond oorspronkelijk direct buiten de Poelepoort.                                                                                                 | GM 103118 | Poelestraat 44 |
| Poelestraat 45    | 17e eeuw, winkelpui 1903                                                                 | Bedrijfspand, oorspronkelijk woonhuis uit de 17e eeuw. Jugendstil-winkelpui ontworpen door A.Th. van Elmpt                                                                                    | GM 103103 | Poelestraat 45 |
| Poelestraat 47    | 16e eeuw                                                                                 | Oorspronkelijk woonhuis, direct ten oosten van oude stadsgracht die in 17e eeuw werd gedempt. De strook waarop nr 47 waarschijnlijk in 15e eeuw bij de stad getrokken en in 16e eeuw bebouwd. | GM 103105 | Poelestraat 47 |
| Poelestraat 50-52 | 17e eeuw                                                                                 | Dubbelhuis in 19e eeuw samengevoegd, nu vijf traveeën breed, tweelaags onder schilddak | GM 103121 |                |
| Poelestraat 54    |                                                                                          | Woonhuis met verdieping onder zadeldak | RM 18667  | Poelestraat 54 |
| Poelestraat 55    | 1898                                                                                     | Oorspronkelijk pakhuis voor koffiehandel van H. Smith, sinds 1980 Horeca-functie | RM 486163 | Poelestraat 55 |

Achter de Muur · 
Akerkhof · 
Akerkstraat · 
Broerstraat · 
Brugstraat ·
Bruine Ruiterstraat ·
Burchtstraat · 
Butjesstraat ·
Carolieweg ·
Coehoornsingel · 
Donkersgang · 
Driften · 
Emmaplein · 
Folkingestraat · 
Folkingedwarsstraat ·
Ganzevoortsingel · 
Gasthuisstraatje ·
Gedempte Kattendiep ·
Gedempte Zuiderdiep ·
Gelkingestraat ·
Grote Kromme Elleboog ·
Grote Markt ·
Guldenstraat ·
Guyotplein ·
Haddingestraat ·
Haddingedwarsstraat ·
Hardewikerstraat ·
Hereplein · 
Herebinnensingel ·
Heresingel ·
Herestraat ·
Hoekstraat ·
Hofstraat ·
Hoge der A ·
Hoogstraatje ·
Jacobijnerstraat ·
Kleine der A ·
Kattenhage ·
Kleine Kromme Elleboog ·
't Klooster ·
Kostersgang ·
Koude Gat ·
Kreupelstraat ·
Kwinkenplein ·
De Laan ·
Lage der A ·
Lopende Diep ·
Lutkenieuwstraat ·
Marktstraat ·
Martinikerkhof ·
Munnekeholm ·
Muurstraat ·
Naberstraat ·
Nieuwe Boteringestraat ·
Nieuwe Ebbingestraat ·
Nieuwe Kerkhof ·
Nieuwe Kijk in 't Jatstraat ·
Nieuwe Markt ·
Nieuwstad ·
Noorderhaven ·
Oosterstraat ·
Ossenmarkt ·
Oude Boteringestraat ·
Oude Ebbingestraat ·
Oude Kijk in 't Jatstraat ·
Papengang ·
Pausgang · 
Pelsterstraat ·
Peperstraat ·
Poelestraat ·
Praediniussingel ·
Rademarkt ·
Radesingel ·
Reitemakersrijge ·
Rode Weeshuisstraat ·
Schoolstraat · 
Schoolholm · 
Schuitemakersstraat ·
Schuitendiep · 
Sieboldsgang · 
Singelstraat · 
Sint Jansstraat ·
Sint Walburgstraat ·
Spilsluizen ·
Stationsstraat ·
Steentilstraat ·
Stoeldraaierstraat · 
Torenstraat · 
Turfstraat ·
Turfsingel ·
Turftorenstraat ·
Ubbo Emmiussingel ·
Vismarkt ·
Visserstraat ·
Waagstraat ·
Zoutstraat ·
Zwanestraat